# Andes Energía
Phoenix Global Resources, antes conocida como Andes Energía, es un grupo multinacional de energía, dedicado a la exploración, desarrollo y producción de petróleo y gas convencional y no convencional.[cita requerida]

## Activos
La superficie total consolidada de los activos de Andes es de 7,4 millones de acres de exploración con 20 mmbbl reservas y 596.13 mmb de recursos prospectivos. La Compañía cotiza en la Bolsa de Londres AIM y la Bolsa de Buenos Aires con el ticker de PGR (antes AEN).
Andes Energía Posee bloques en Argentina, Paraguay, Brasil y Colombia. Enfocada en el sector energético latinoamericano. La empresa  posee una cartera diversificada de activos en cuencas productoras de la Argentina, Brasil, Paraguay y Colombia.[cita requerida]

## Características
El Directorio está compuesto por Alfredo Vila, Luis Nofal y Jorge Aidar Bestene. El directorio tiene en cuenta 
Estrategias empresariales 
Aplicando esta estrategia Andes Energía identificará y evaluará una serie de proyectos y, en su caso utilizará los mercados de capitales para proporcionar financiación adecuada para el rápido desarrollo de los mismos y, para ofrecer valor a los vendedores, socios y accionistas.
País de Incorporación: Inglaterra y Gales
Número de registro: 5083946
Principal País de operación: Argentina
La Compañía también cotiza en la Bolsa de Comercio de Buenos Aires.
Es una sociedad anónima formada por el  empresario Daniel Vila ha sido denunciado múltiples y repetidas veces por estafa, vaciamiento de empresas/desvío de fondos, lavado de dinero y aportes a la campaña presidencial de 2015 a Mauricio Macri tales denuncias recayeron sobre sus principales figuras y accionistas: Vila y Manzano. la compañía Andes Energía en el año 2007, una empresa petrolera cuyo directorio también componen  ,Alfredo Vila, Luis Nofal y Jorge Aidar Bestene abogado que tiene intereses económicos en la provincia de Chubut. Ese mismo año el grupo también adquirió la mayor distribuidora argentina de electricidad, Edenor.

## Relación con Francisco de Narváez
Los principales negocios que comparte el político y empresario Francisco de Narváez con Manzano y Vila se dan en el campo de los medios de comunicación (América TV, LT8, etc.), pero hay fuentes que aseguran que se han propagado al terreno de la energía, adonde el tándem Manzano-Vila apuestan controlando EDEMSA y explorando las zonas petroleras que licitaron varias provincias, como la de Mendoza.

## Fusión con Mercuria
A mediados de 2017 Andes Energía se fusionó con la Petrolera El Trébol (PETSA), subsidiaria en Argentina de la suiza Mercuria, sumando los activos en producción y exploración de ambas. Por este acuerdo se creó una nueva compañía llamada Phoenix Global Resources.